# ATP Challenger Valkenswaard
Der ATP Challenger Valkenswaard (offiziell: Valkenswaard Challenger) war ein Tennisturnier, das von 1986 bis 1989 jährlich in Valkenswaard, den Niederlanden, stattfand. Es gehörte zur ATP Challenger Tour und wurde in der Halle auf Teppich gespielt. Udo Riglewski ist mit drei Titeln im Doppel Rekordsieger des Turniers.

## Liste der Sieger

### Einzel
| Jahr | Sieger            | Finalgegner   | Ergebnis      |
| ---- | ----------------- | ------------- | ------------- |
| 1989 | Éric Winogradsky  | Markus Zoecke | 3:6, 6:3, 6:4 |
| 1988 | Wally Masur       | Udo Riglewski | 7:6, 6:7, 7:5 |
| 1987 | Christian Saceanu | Menno Oosting | 2:6, 6:4, 6:4 |
| 1986 | Huub van Boeckel  | Wolfgang Popp | 6:4, 6:3      |

### Doppel
| Jahr | Sieger                            | Finalgegner                         | Ergebnis      |
| ---- | --------------------------------- | ----------------------------------- | ------------- |
| 1989 | Tom Nijssen Udo Riglewski (3)     | Karel Nováček Marián Vajda          | 4:6, 6:2, 6:1 |
| 1988 | Patrick Baur Udo Riglewski (2)    | Wojciech Kowalski Christian Saceanu | 3:6, 6:4, 6:3 |
| 1987 | Michiel Schapers Huub van Boeckel | Peter Carter Leif Shiras            | 3:6, 6:3, 6:2 |
| 1986 | Wolfgang Popp Udo Riglewski (1)   | Michiel Schapers Freddie Sauer      | 0:6, 6:4, 6:1 |